# Independència de Mèxic

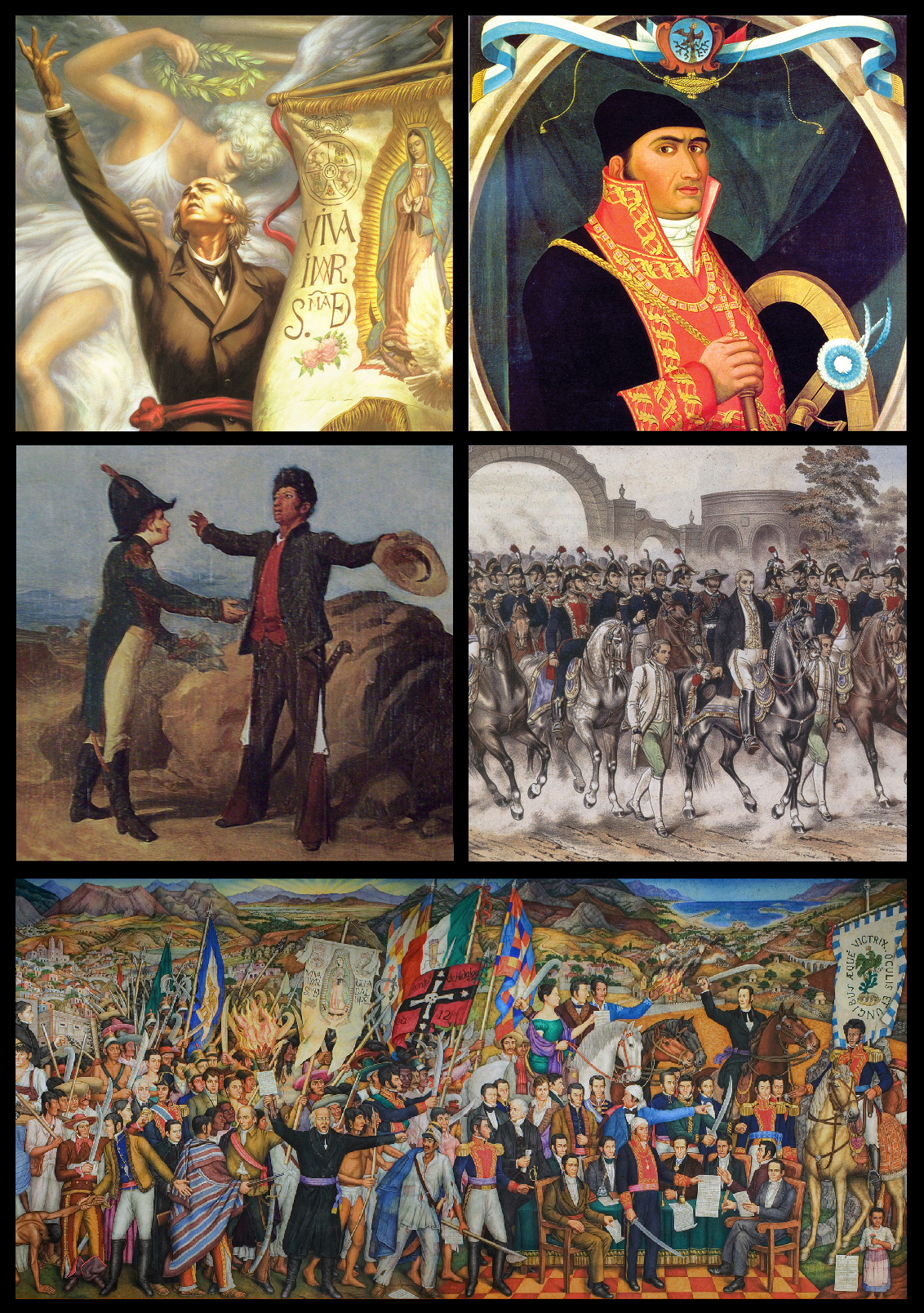

La Independència de Mèxic va ser la conseqüència d'un procés polític i social d'emancipació, que buscava independitzar-se del govern central de l'Imperi Espanyol. Després de tres segles sent part d'Espanya, alguns habitants del Virregnat de Nova Espanya van començar a exigir la independència del territori continental. Al començament del s. XIX aquest sentiment va enfortir-se entre els habitants de la Ciutat de Mèxic.
El conflicte va durar onze anys, i no va ser un moviment homogeni. Va començar encapçalat per José María Morelos, després es va convertir en un moviment republicà, el qual va ser gairebé sufocat per l'exèrcit reialista (lleial a la corona espanyola). El moviment, llavors, es va convertir en una guerrilla de les muntanyes del sud. Finalment un coronel reialista, Augstín de Iturbide va pactar aliances amb totes les faccions republicanes i amb el virrei, i va consumar la independència de Mèxic, d'una manera pacífica, el 27 de setembre de 1821. Espanya, però, no va reconèixer oficialment el nou país fins al 28 d'abril de 1836. El territori continental independent es va convertir en una monarquia constitucional anomenada Imperi Mexicà.

## Antecedents
Per a alguns historiadors, el primer intent d'aconseguir la independència de Mèxic va començar el desembre del 1650, quan l'irlandès William Lamport (conegut a Mèxic com Guillen de Lampart), va escapar de la presó de la Inquisició i va promulgar la seva proclamació de la independència. No només va ser la primera proclamació d'independència d'un país del Nou Món, sinó la primera a prometre un monarca electe democràticament, igualtat racial i reforma agrària. Lamport volia que Mèxic se separés de la resta d'Espanya així com separar l'església i l'estat. Lamport, però, va ser capturat ràpidament i va ser condemnat a mort com a heretge.
La figura principal i l'originador del moviment d'independència mexicà, va ser Miguel Hidalgo y Costilla, un mossèn crioll ric del petit poble de Dolores, a Guanajuato. Després de convertir-se en sacerdot, Hidalgo va promoure la idea d'un aixecament entre el poble nadiu i mestís en contra de Napoleó Bonaparte i a favor d'una autonomia que donés a tots els habitants l'oportunitat de ser part de la política i en l'economia de la Nova Espanya.
Va realitzar discussions a casa seva sobre els problemes socials i econòmics de la Nova Espanya; hi eren benvinguts no només els mestissos, sinó els criolls i fins i tot els peninsulars inconformes. Els criolls, fills d'espanyols nascuts a la Nova Espanya, van començar a anomenar-se a si mateixos "americans" (en referència al continent), com a identitat pròpia en oposició als "peninsulars" (o europeus). El moviment d'independència va sorgir arran d'aquestes discussions i en contra del domini polític i econòmic espanyol a la Nova Espanya. S'havia designat que el 8 de desembre de 1810 seria la data de l'inici de l'aixecament.

## El començament del conflicte
Els plans de l'aixecament van ser descoberts pel govern central i Josefa Ortiz de Domínguez, la Corregidora, l'esposa del corregidor de Querétaro, va advertir als conspiradors que serien arrestats. Per això, el 16 de setembre, 1810, Miguel Hidalgo va decidir començar el moviment sense esperar més, i va congregar al poble a l'església, on va fer la proclama coneguda com a Grito de Dolores ("¡Viva la religión!, ¡viva nuestra madre santísima de Guadalupe!, ¡viva Fernando VII!, ¡viva la América y muera el mal gobierno!"), demanant-les que se li unissin, contra Napoleó, confirmant el seu suport a Ferran VII i a la seva idea d'una autonomia igualitària. Amb suport de 300 partidaris, entre ells molts indígenes nahua i otomí, l'objectiu era prendre el control de la Nova Espanya fins que els francesos deixessin d'ocupar el territori espanyol i Ferran VII tornés al poder.
El poble va respondre amb entusiasme, i van marxar cap a la capital de la regió, la ciutat de Guanajuato, on les tropes de Hidalgo van massacrar als lleialistes que s'havien refugiat en l'Alhóndiga de Granaditas.

## Conflicte

Campanya de Miguel Hidalgo (1810-1811)

Primeres campanyes de José María Morelos (1810-1812)

Les forces de Miguel Hidalgo van marxar cap a la Ciutat de Mèxic, i en una guerra de guerrilles, va vèncer els reialistes a la batalla de San Miguel el Grande, Celaya (20 de setembre), a Valladolid (avui dia Morelia) el 17 d'octubre i a Guanajuato el 29 de setembre, però fou vençut per Félix María Calleja a la batalla d'Aculco el 7 de novembre quan marxava sobre la Ciutat de Mèxic. Després d'una entrevista amb el virrei Francisco Javier Venegas, Calleja va resoldre avançar sobre Guadalajara i tallar de tall la insurrecció. Hidalgo fou capturat a Norias de Baján quan fugia als Estats Units, i afusellat poc després. José María Morelos y Pavón es va unir a la revolta i aconseguí revoltar Zacatula, Petatlán i Tecpán, i Hidalgo li assignà la missió d'aixecar tropes al sud del país i capturar Acapulco, on arribava el Galió de Manila, així que el novembre del 1810 va assetjar Acapulco fins a maig del 1811, quan atacà Chilpancingo i Tixtla.
En la batalla del Puente de Calderón que va tenir lloc el 17 de gener de 1811 contra l'exèrcit realista comandat per Félix María Calleja, els insurgents van ser derrotats patint grans pèrdues en homes, armes i recursos, i el 3 de febrer Miguel Hidalgo va ser deposat del comandament militar a favor d'Ignacio Allende. El 16 de març de 1811 a Zacatecas, els insurgents van decidir nomenar Ignacio López Rayón cap de l'exèrcit insurgent, i que Aldama i els restants caps insurgents anirien als Estats Units per tractar de demanar suport al govern nord-americà. La comitiva fou traïda a Acatita de Baján per Ignacio Elizondo, que capturà els líders revoltats, que foren portats a Chihuahua, on se'ls van realitzar judicis sumaris. Allende, Juan Aldama i José Mariano Jiménez van ser afusellats el 26 de juny, Hidalgo el 30 de juliol i decapitats. Els seus caps van ser col·locats a l'Alhóndiga de las Granaditas per a dissuadir a altres insurgents, on van romandre fins a la victòria definitiva dels independentistes. A Abasolo se'l va condemnar a presó perpètua sent enviat a la presó del Castell de Santa Catalina a Cadis, on va morir. Hidalgo va ser jutjat com a sacerdot pel Sant Ofici de la Inquisició, va ser declarat culpable, condemnat a mort i executat el 31 de juliol.
José María Morelos ocupà Taxlo, Chilapa, Orizaba, Oaxaca, i Acapulco el 19 d'agost, 1813 i el 8 de setembre proclamà la Independència d'Amèrica Septentrional a Chilpancingo, però fracassà en la presa de Valladolid. Després de la derrota insurgent a la batalla de Puruaran en 5 de gener de 1814 fou capturat el general Mariano Matamoros i pràcticament va desaparèixer l'exèrcit revolucionari, quedant reduit el moviment a una guerra de guerrilles. El 5 de novembre del 1815, Morelos, el líder dels revoltats fou fet presoner a la batalla de Temalaca i afusellat el 22 de desembre del 1815.
El 1814 Ferran VII d'Espanya va guanyar la Guerra del Francès contra Napoleó Bonaparte i es va convertir en monarca, inicialment com a governant constitucional sota la constitució espanyola de 1812, però un cop al poder, va negar les promeses de tenir límits constitucionals al seu poder. Els recursos de la Corona no es van destinar a finançar la guerra contra els insurgents, de manera que molts soldats expedicionaris no van ser pagats i es van deixar a la seva pròpia voluntat en un territori controlat en gran part pels insurgents. Creient que la situació estava controlada, el virrei espanyol va emetre un indult general a tots els rebels que deposessin les armes. La majoria dels caps insurgents es retiren de la lluita i aquesta declina. L'exèrcit reial controlava les principals ciutats i pobles, però zones senceres del camp no estaven pacificades. Malgrat això, Vicente Guerrero continua combatent als estats del sud durant el període anomenat de Resistència, en què les forces reialistes es van desmoralitzar progressivament, i tot i que Espanya va enviar reforços, que eren insuficients insuficients, cap a 1820 només quedaven alguns nuclis rebels, sobretot a Sierra Madre del Sur i Veracruz.

## Consumació
El triomf de la revolució liberal de Rafael de Riego a Espanya el 1820 va provocar diversos temors entre els conservadors i reialistes a Mèxic: per una banda el sector conservador volia evitar l'aplicació de les mesures radicals que impulsaven els diputats de les Corts de Madrid, i per altra banda els liberals volien aprofitar el re-establiment de la constitució liberal espanyola de 1812 per sol·licitar l'autonomia del virregnat. Els conservadors, per tant, es van reunir a l'església de la Profesa, encapçalats pel canonge Matías de Monteagudo, i van convèncer el virrei Juan Ruiz de Apodaca que designés a Agustín de Iturbide, que simbolitzava els valors criolls conservadors, era devotament religiós i compromès amb la defensa dels drets de propietat i dels privilegis socials, com a comandant general per lluitar contra les forces independentistes del sud en el que suposadament havia de ser l'última campanya del govern contra els insurgents de Guerrero a Oaxaca. Mentrestant, però, planejaven que Juan Gómez de Navarrete, amic d'Iturbide, diputat electe a les Corts, promogués un pla d'independència a Madrid que consistia a convidar uns dels membres de la família reial per governar Mèxic. Iturbide, per la seva banda, hauria de marxar al sud amb les seves tropes amb la intenció de convèncer-lo Guerrero d'unir-se al nou pla d'independència dels reialistes.
Després de diverses lluites entre reialistes i insurgents, Iturbide va convèncer Guerrero i van acordar el 13 de febrer, 1821 el pla d'Iguala o Pla de les Tres Garanties: la Independència de Mèxic, la conservació de la religió catòlica i la unió de tots els habitants de la Nova Espanya, mexicans i espanyols. El Pla establia una monarquia constitucional, anomenada amb el nom d'Imperi Mexicà i s'oferia la corona de Mèxic a Ferran VII d'Espanya (com a cap d'estat) o a algun dels seus germans. Si aquests s'hi negaven, llavors es convidava a algun monarca europeu. També s'establia l'exclusivitat de la religió catòlica, "sense tolerància a cap altra". Per assolir la independència es conformava un nou exèrcit, anomenat "Exèrcit Trigarant" (en referència a les tres garanties), que unia les tropes d'Iturbide i les tropes insurgents de Guerrero, al qual s'unirien altres petites guarnicions reialistes del país.
El 24 d'agost de 1821 Iturbide va signar el Tractat de Córdoba amb Juan O'Donojú, tinent general dels Exèrcits d'Espanya, que havia succeït Apodaca amb el títol de cap suprem de la Nova Espanya, i amb el qual es reconeixia la independència de Mèxic. El 27 de setembre l'exèrcit trigarant va entrar a la ciutat de Mèxic. L'endemà es va reunir una Junta de 38 membres, presidida per Iturbide, la qual va proclamar l'Acta d'Independència de l'Imperi Mexicà, i es va constituir una Junta Provisional de Govern encapçalada per Iturbide que rebia el títol de Generalíssim i Altesa Sereníssima. Com que Ferran VII no va reconèixer la independència de Mèxic, el parlament del nou Imperi mexicà va decidir que s'escolliria un nou monarca mitjançant eleccions. La nit abans de les eleccions, molta gent va manifestar als carrers el seu suport a Iturbide perquè fos elegit emperador. Iturbide va ser finalment escollit emperador per vot unànime de parlament, i va ser coronat amb el nom d'Agustí I de Mèxic.